# Septembrie 1997
Acest articol este generat integral pe baza informațiilor din articolul 1997 și este actualizat periodic de un robot.
 Editările făcute în articol vor fi șterse la următoarea actualizare! Dacă doriți să faceți modificări, editați articolul-sursă.

ianuarie -
februarie -
martie -
aprilie -
mai -
iunie -
iulie -
august -
septembrie -
octombrie -
noiembrie -
decembrie
Septembrie 1997 a fost a noua lună a anului și a început într-o zi de luni.

## Evenimente
- 4 septembrie: Echipa feminină de gimnastică a României cucerește medalia de aur la Campionatele Mondiale, desfășurate la Lausanne, Elveția, ediția 33.
- 4 septembrie: Tribunalul București aprobă înființarea partidului Alianța pentru România (ApR), fondat din grupul disident desprins din PDSR: Teodor Meleșcanu, Mircea Coșea, Iosif Boda. În 2002 ApR a fuzionat cu Partidul Național Liberal.[1].
- 6 septembrie: Guvernul Ciorbea emite mai multe acte normative necesare în procesul de restructurare din sectorul minier, oferind salarii compensatorii. Până la 10 septembrie au fost disponibilizate aproximativ 49.000 de persoane; pentru că numărul celor care cereau disponibilizarea creștea alarmant, peste o lună guvernul a modificat ordonanța, dispunând ca numărul de disponibilizări să fie stabilit de conducerile regiilor autonome sau ale societăților comerciale.[2]
- 6 septembrie: La Westminster Abbey au loc funeraliile prințesei Diana, urmărite de peste 1 miliard de telespectatori din întreaga lume.
- 11 septembrie: Mircea Ciumara, ministrul finanțelor, declară în Senat că s-a identificat recent la Banca Agricolă o pierdere de 800 de miliarde lei, pe lângă cea de 2.700 de miliarde de lei, deja cunoscută.[2] Conform lui Adrian Vasilescu, director al Direcției Comunicare din BNR, cauza stării critice a băncii este „excesul de intervenții birocratico-administratve din guvernarea anterioară”. Banca a acordat credite aprobate prin HG, legi și ordonanțe cu garanția statului; ulterior aceste credite n-au fost rambursate.[2]
- 17 septembrie: Guvernul preia la datoria publică pierderi ale Bancorex în valoare de 5.000 miliarde de lei. Acestea au rezultat din importurile energetice făcute în 1996 de bancă, din rezervele sale valutare, pentru Compania Română de Petrol și Renel.[2]
- 24 septembrie: Conferință de presă a președintele Emil Constantinescu care afirmă „În șapte ani avuția națională a fost jefuită și o parte importantă din economie – distrusă. (...) Mulți dintre cei care ne-au condus au fost orbiți de dorința câștigului rapid sau au acceptat această situație. Astăzi plătim cu toții prețul enorm al acestei orbiri”.[3] A doua zi, fostul premier Nicolae Văcăroiu răspunde că de corupție se face vinovată actuala putere.[3]

## Decese
Zoltán Czibor Suhai, 68 ani, fotbalist maghiar (atacant), (n. 1929)
Julien Binford, 88 ani, pictor american (n. 1908)
Hans Jürgen Eysenck, 81 ani, psiholog britanic (n. 1916)
Aldo Rossi, arhitect italian (n. 1931)
Radu Boureanu, 91 ani, pictor român (n. 1906)
Maica Tereza (n. Anjezë Gonxhe Bojaxhiu), 87 ani, călugăriță catolică albaneză stabilită în India, laureată a Premiului Nobel (1979), (n. 1910)
Percy Howard Newby, 79 ani, scriitor și director de radio, englez (n. 1918)
Mobutu Sese Seko (n. Joseph-Désiré Mobutu), 66 ani, președintele Zairului (azi R.D. Congo), (1965-1997), (n. 1930)
Burgess Meredith, actor american (n. 1907)
Anatoli Polosin, 62 ani, fotbalist și antrenor rus (n. 1935)
Matilda Elena Lili Aiteanu, 73 ani, farmacistă și cercetătoare română (n. 1924)
Arșavir Nazaret Acterian, 90 ani, avocat și scriitor armean (n. 1907)
Yehuda Shaari, 77 ani, politician israelian (n. 1920)
Péter Zsoldos, 67 ani, scriitor maghiar (n. 1930)
Roy Fox Lichtenstein, 73 ani, sculptor și pictor american (n. 1923)
Max Emilian Verstappen, pilot belgian de Formula 1